# هزاع الهزاع (ممثل)
هزاع الهزاع ممثل سعودي مثل في العديد من المسلسلات السعودية في المنطقة الشرقية وفي الرياض وفي المنطقة الغربية (عسير - أبها)

## مسلسلاته
من المسلسلات التي مثل فيها :
1-عائلة أبو كلش عرض على التلفزيون السعودي عام 1408 هـ في شهر رمضان المبارك وهو من إنتاج محطة تلفزيون الدمام.
2-خزنة عرض على التلفزيون السعودي في شهر رمضان المبارك عام 1410هـ وهو من إنتاج محطة تلفزيون الدمام.
3-حامض حلو على التلفزيون السعودي في شهر رمضان المبارك عام 1415هـ وهو من إنتاج محطة تلفزيون الدمام وعرض مرتين المرة الأولى بمسمى صور شعبية بدون ظهور العنصر النسائي واختزال الحلقة لمدة 10 دقائق وبعد ذلك عرض المرة الأخرى في نفس السنة بمسماه الحقيقي ولمدة 35 إلى 40 دقيقة.
4-الدنيا بخير عام 1424 هـ عرض على التلفزيون السعودي.
5- وينك يا درب الغنيمة عرض على التلفزيون السعودي.
والعديد من المسلسلات

## وفاته
توفي الفنان هزاع الهزاع في يوم الخميس 23 صفر 1440هـ الموافق 1 نوفمبر 2018 و تمت الصلاة عليه عصر يوم الجمعة 24 صفر 1440هـ الموافق 2 نوفمبر 2018 بمسجد الفرقان ودفن بمقبرة الدمام.